# Список гір на Місяці

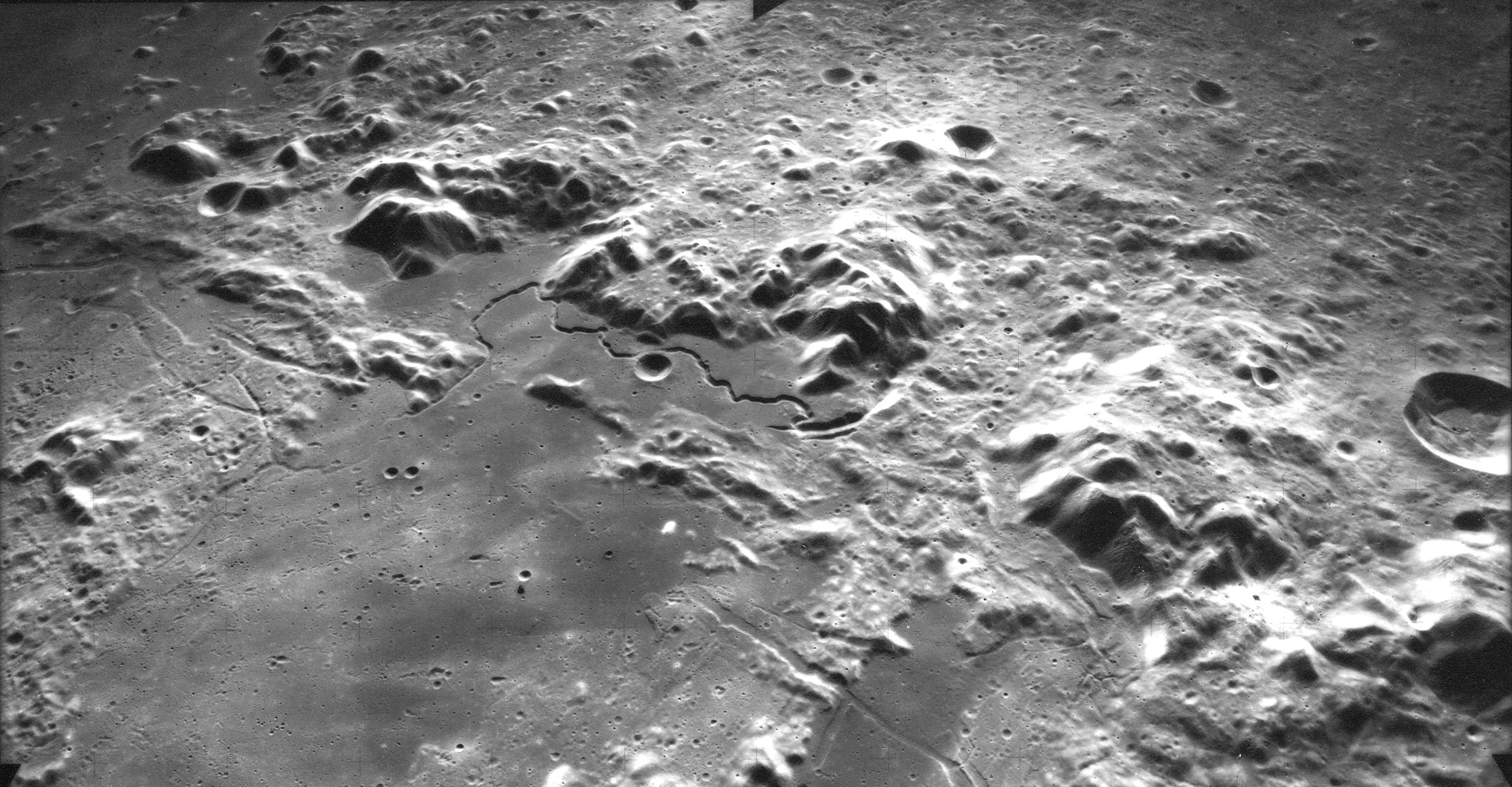
Місячні Апенніни. Знімок «Аполлона-15», 1971

Список гір на Місяці перераховує гори та гірські системи Місяця, що мають назви, затверджені Міжнародним астрономічним союзом. Станом на 2015 рік таких гір є 30, а гірських систем — 18. Їх міжнародні назви містять термін Mons (в одному випадку Mont) та Montes відповідно.
В переліку нема найвищих (найвіддаленіших від центру Місяця) його ділянок — вони не виглядають як гори й не отримали назви. Рекордну висоту має місцевість на зворотному боці супутника, на східному краю кратера Енгельгардт (5°24′45″ пн. ш. 158°38′01″ зх. д. / 5.4125° пн. ш. 158.6335° зх. д.) — 10,786 км. Таким чином, вона на 1,3 км перевищує Кордильєри (найбільшу за абсолютною висотою найменовану гірську систему Місяця) та більш ніж на 7 км — гору Гюйгенса та гору Бредлі (найбільші і за абсолютною висотою, і відносно підніжжя найменовані окремі гори). У кількох випадках назви з терміном Mons отримали досить низькі пагорби (найнижчий із них, гора Агнес, височіє над околицями лише на кілька десятків метрів).
У таблиці наведено абсолютну та відносну висоту гір:
- абсолютна висота виміряна від сфери радіусом 1737,4 км[4][5][6] (що на 250 м більше за середній радіус Місяця)[5]. Її взято з цифрової моделі місячного рельєфу, складеної за даними лазерного альтиметра на супутнику Lunar Reconnaissance Orbiter[3]. У літературі трапляються й інші значення абсолютної висоти точок місячної поверхні — зокрема тому, що в деяких давніших роботах її відраховували від інших рівнів;
- відносна висота кожної гори виміряна від рівня суміжних із нею низовин. Якщо поверхня цих низовин нерівна, наведено діапазон значень. Дані про висоту гір та їх околиць взято з того самого джерела, якщо не вказане інше.

## Окремі гори
Координати вказано для центру ділянки, зайнятої горою (), або для найвищої вершини ().
| Українська назва        | Міжнародна назва       | Координати                                                | Ширина, км | Абсолютна висота, км | Відносна висота, км | Епонім                                                                       |
| ----------------------- | ---------------------- | --------------------------------------------------------- | ---------- | -------------------- | ------------------- | ---------------------------------------------------------------------------- |
| Гора Агнес              | Mons Agnes             | 18°40′ пн. ш. 5°20′ сх. д. / 18.66° пн. ш. 5.34° сх. д.   | 0,65       | -0,31                | 0,01–0,03           | Агнес (Агнеса), жіноче ім'я грецького походження                             |
| Гора Ампера             | Mons Ampère            | 19°12′ пн. ш. 3°41′ зх. д. / 19.20° пн. ш. 3.69° зх. д.   | 30         | 1,35                 | 3,35                | Андре Ампер (1775–1836), французький фізик та математик                      |
| Гора Андре              | Mons André             | 5°11′ пн. ш. 120°34′ сх. д. / 5.18° пн. ш. 120.56° сх. д. | 15         | 0,13                 | 1,5–2               | Андре, французьке чоловіче ім'я                                              |
| Гора Аргей              | Mons Argaeus           | 19°20′ пн. ш. 29°01′ сх. д. / 19.33° пн. ш. 29.01° сх. д. | 65         | -0,29                | 2,0–2,7             | Ерджіяс, вулкан у Туреччині                                                  |
| Гора Ардешира           | Mons Ardeshir          | 5°02′ пн. ш. 121°02′ сх. д. / 5.03° пн. ш. 121.04° сх. д. | 10         | -1,37                | 0,2–0,4             | Ардешир (Ардашир), перське чоловіче ім'я                                     |
| Гора Бредлі             | Mons Bradley           | 22°10′ пн. ш. 0°41′ сх. д. / 22.16° пн. ш. 0.68° сх. д.   | 80         | 3,42                 | 4,8–5,3             | Джеймс Бредлі (1693–1762), англійський астроном                              |
| Гора Виноградова        | Mons Vinogradov        | 22°21′ пн. ш. 32°31′ зх. д. / 22.35° пн. ш. 32.52° зх. д. | 29         | 0,11                 | 1,48–1,51           | Виноградов Олександр Павлович (1895–1975), радянський геохімік               |
| Гора Вітрувія           | Mons Vitruvius         | 19°20′ пн. ш. 30°44′ сх. д. / 19.33° пн. ш. 30.74° сх. д. | 44         | -0,27                | 2,2–2,5             | Сусідній кратер Вітрувій                                                     |
| Гора Вольфа             | Mons Wolff             | 16°39′ пн. ш. 6°34′ зх. д. / 16.65° пн. ш. 6.57° зх. д.   | 35         | 1,71                 | 3,5–3,6             | Христіан фон Вольф (1679–1754), німецький вчений-енциклопедист               |
| Гора Ганау              | Mons Ganau             | 4°47′ пн. ш. 120°35′ сх. д. / 4.79° пн. ш. 120.59° сх. д. | 14         | 0,43                 | 1,7–2,4             | Ганау, африканське чоловіче ім'я                                             |
| Гора Геродота           | Mons Herodotus         | 27°30′ пн. ш. 52°56′ зх. д. / 27.50° пн. ш. 52.94° зх. д. | 7          | -0,30                | 1,0–1,2             | Сусідній кратер Геродот                                                      |
| Гора Груйтуйзена-Гамма  | Mons Gruithuisen Gamma | 36°34′ пн. ш. 40°43′ зх. д. / 36.56° пн. ш. 40.72° зх. д. | 25         | -0,33                | 1,6–1,8             | Сусідній кратер Груйтуйзен                                                   |
| Гора Груйтуйзена-Дельта | Mons Gruithuisen Delta | 36°04′ пн. ш. 39°35′ зх. д. / 36.07° пн. ш. 39.59° зх. д. | 33         | -0,09                | 1,9–2,0             | Сусідній кратер Груйтуйзен                                                   |
| Гора Гюйгенса           | Mons Huygens           | 19°31′ пн. ш. 2°56′ зх. д. / 19.52° пн. ш. 2.93° зх. д.   | 40         | 3,21                 | 5,21–5,23           | Християн Гюйгенс (1629−1695), нідерландський фізик, математик, астроном      |
| Гора Деліля             | Mons Delisle           | 29°25′ пн. ш. 35°47′ зх. д. / 29.42° пн. ш. 35.79° зх. д. | 33         | -0,69                | 1,0–1,1             | Сусідній кратер Деліль                                                       |
| Гора Діліпа             | Mons Dilip             | 5°35′ пн. ш. 120°52′ сх. д. / 5.58° пн. ш. 120.87° сх. д. | 1,4        | -1,9                 | 0,2                 | Діліп, індійське чоловіче ім'я                                               |
| Гора Дітера             | Mons Dieter            | 5°00′ пн. ш. 120°18′ сх. д. / 5.00° пн. ш. 120.30° сх. д. | 20         | 0,59                 | 2,0–2,5             | Дітер, німецьке чоловіче ім'я                                                |
| Гора Есама              | Mons Esam              | 14°37′ пн. ш. 35°43′ сх. д. / 14.61° пн. ш. 35.71° сх. д. | 10         | -0,73                | 0,23–0,30           | Есам, арабське чоловіче ім'я                                                 |
| Гора Ла Гіра            | Mons La Hire           | 27°40′ пн. ш. 25°31′ зх. д. / 27.66° пн. ш. 25.51° зх. д. | 23         | -0,03                | 1,75–1,85           | Філіпп де ла Гір (1640–1718), французький математик та астроном              |
| Гора Маральді           | Mons Maraldi           | 20°20′ пн. ш. 35°30′ сх. д. / 20.34° пн. ш. 35.50° сх. д. | 17         | -0,30                | 1,0–1,3             | Сусідній кратер Маральді                                                     |
| Монблан                 | Mont Blanc             | 45°29′ пн. ш. 0°25′ сх. д. / 45.48° пн. ш. 0.42° сх. д.   | 20–30      | 1,12                 | 3,7–3,8             | Монблан, найвища гора Альп                                                   |
| Гора Моро               | Mons Moro              | 11°50′ пд. ш. 19°50′ зх. д. / 11.84° пд. ш. 19.84° зх. д. | 14         | -1,56                | 0,13–0,15           | Антоніо Лаццаро Моро (1687–1764), італійський вчений у галузі наук про Землю |
| Гора Пенка              | Mons Penck             | 9°59′ пд. ш. 21°35′ сх. д. / 9.99° пд. ш. 21.58° сх. д.   | 30         | 2,40                 | 3,6−4,8             | Альбрехт Пенк (1858–1945), німецький геолог та географ                       |
| Гора Піко               | Mons Pico              | 45°44′ пн. ш. 8°47′ зх. д. / 45.74° пн. ш. 8.78° зх. д.   | 27         | -0,29                | 2,5−2,6             | Pico — «пік» іспанською мовою                                                |
| Гора Пітон              | Mons Piton             | 40°53′ пн. ш. 0°55′ зх. д. / 40.89° пн. ш. 0.92° зх. д.   | 23         | -0,35                | 2,3−2,4             | Ель-Пітон, вершина гори Тейде на острові Тенерифе                            |
| Гора Рюмкера            | Mons Rümker            | 40°46′ пн. ш. 58°23′ зх. д. / 40.76° пн. ш. 58.38° зх. д. | 73         | -1,30                | 1,0−1,3             | Карл Людвіг Християн Рюмкер (1788–1862), німецький астроном                  |
| Гора Усова              | Mons Usov              | 11°55′ пн. ш. 63°16′ сх. д. / 11.91° пн. ш. 63.26° сх. д. | 14         | -2,14                | 1,3−1,4             | Усов Михайло Антонович (1883–1939), радянський геолог                        |
| Гора Ханстена           | Mons Hansteen          | 12°11′ пд. ш. 50°13′ зх. д. / 12.19° пд. ш. 50.21° зх. д. | 33         | -0,93                | 0,9−1,1             | Сусідній кратер Ханстен                                                      |
| Гора Хедлі              | Mons Hadley            | 26°37′ пн. ш. 4°08′ сх. д. / 26.62° пн. ш. 4.13° сх. д.   | 25         | 2,14                 | 4,0−4,2             | Джон Хедлі (1682–1744), англійський математик                                |
| Гора Хедлі-Дельта       | Mons Hadley Delta      | 25°35′ пн. ш. 3°46′ сх. д. / 25.58° пн. ш. 3.77° сх. д.   | 20−25      | 1,55                 | 3,4−3,5             | Сусідня гора Хедлі                                                           |

## Гірські системи
Для кільцевих гірських систем — Кордильєр та гір Рука — наведено координати найвищої вершини, для інших — координати центру.
| Українська назва | Міжнародна назва   | Координати                                                  | Найбільший розмір, км | Абсолютна висота, км | Епонім                                                                      |
| ---------------- | ------------------ | ----------------------------------------------------------- | --------------------- | -------------------- | --------------------------------------------------------------------------- |
| Гори Агріколи    | Montes Agricola    | 29°04′ пн. ш. 54°04′ зх. д. / 29.06° пн. ш. 54.07° зх. д.   | 160                   | -1,02                | Георгій Агрікола (1494–1555), німецький вчений                              |
| Альпи            | Montes Alpes       | 48°22′ пн. ш. 0°35′ зх. д. / 48.36° пн. ш. 0.58° зх. д.     | 340                   | 1,70                 | Альпи, найвища гірська система Західної Європи                              |
| Апенніни         | Montes Apenninus   | 19°52′ пн. ш. 0°02′ сх. д. / 19.87° пн. ш. 0.03° сх. д.     | 600                   | 3,42                 | Апенніни, гірська система в Італії                                          |
| Гори Архімеда    | Montes Archimedes  | 25°23′ пн. ш. 5°15′ зх. д. / 25.39° пн. ш. 5.25° зх. д.     | 150                   | 0,55                 | Суміжний кратер Архімед                                                     |
| Гемські гори     | Montes Haemus      | 17°07′ пн. ш. 12°02′ сх. д. / 17.11° пн. ш. 12.03° сх. д.   | 400                   | 2,48                 | Антична назва Балканських гір                                               |
| Кавказ           | Montes Caucasus    | 37°31′ пн. ш. 9°56′ сх. д. / 37.52° пн. ш. 9.93° сх. д.     | 440                   | 3,46                 | Кавказькі гори, гірська система між Чорним, Азовським і Каспійським морями. |
| Карпати          | Montes Carpatus    | 14°34′ пн. ш. 23°37′ зх. д. / 14.57° пн. ш. 23.62° зх. д.   | 330                   | 2,44                 | Карпати, гірська система в Центральній Європі                               |
| Кордильєри       | Montes Cordillera  | 21°02′ пд. ш. 112°20′ зх. д. / 21.04° пд. ш. 112.33° зх. д. | 960                   | 9,46                 | Cordillera — «гірський ланцюг» іспанською мовою.                            |
| Піренеї          | Montes Pyrenaeus   | 14°03′ пд. ш. 41°31′ сх. д. / 14.05° пд. ш. 41.51° сх. д.   | 250                   | 1,54                 | Піренеї — гірська система між Францією та Іспанією                          |
| Прямий Хребет    | Montes Recti       | 48°18′ пн. ш. 19°43′ зх. д. / 48.30° пн. ш. 19.72° зх. д.   | 83                    | -0,74                | лат. Montes Recti — «Гори Прямі»                                            |
| Рифейські гори   | Montes Riphaeus    | 7°29′ пд. ш. 27°36′ зх. д. / 7.48° пд. ш. 27.6° зх. д.      | 190                   | -0,06                | Антична назва Уральських гір (Росія)                                        |
| Гори Рука        | Montes Rook        | 19°55′ пд. ш. 106°53′ зх. д. / 19.92° пд. ш. 106.88° зх. д. | 680                   | 5,55                 | Лоуренс Рук (1622–1666), англійський астроном                               |
| Гори Секкі       | Montes Secchi      | 2°43′ пн. ш. 43°10′ сх. д. / 2.72° пн. ш. 43.17° сх. д.     | 50                    | -0,13                | Суміжний кратер Секкі                                                       |
| Таврські гори    | Montes Taurus      | 27°19′ пн. ш. 40°20′ сх. д. / 27.32° пн. ш. 40.34° сх. д.   | 170                   | 2,23                 | Таврські гори на півдні Туреччини                                           |
| Тенерифе         | Montes Teneriffe   | 47°53′ пн. ш. 13°11′ зх. д. / 47.89° пн. ш. 13.19° зх. д.   | 120                   | -0,75                | Острів Тенерифе з архіпелагу Канарських островів                            |
| Гори Харбінгера  | Montes Harbinger   | 26°53′ пн. ш. 41°17′ зх. д. / 26.89° пн. ш. 41.29° зх. д.   | 90                    | 0,80                 | Провісник (англ. harbinger) світанку в кратері Аристарх                     |
| Шпіцберген       | Montes Spitzbergen | 34°28′ пн. ш. 5°13′ зх. д. / 34.47° пн. ш. 5.21° зх. д.     | 60                    | -0,81                | Норвезький архіпелаг Шпіцберген, назва якого означає «гострі гори»          |
| Юра́              | Montes Jura        | 47°29′ пн. ш. 36°07′ зх. д. / 47.49° пн. ш. 36.11° зх. д.   | 420                   | 1,15                 | Юра́, гірський масив у Швейцарії та Франції.                                 |